# Christopher Eccleston
Christopher Eccleston (* 16. února 1964, Salford, Lancashire) je britský herec, známý svou rolí devátého Doktora v britském seriálu Doctor Who, nebo rolí Matta Jamisona v britském pořadu The Leftovers.

## Mládí
Narodil se v roce 1964 do chudé, dělnické anglické rodiny. Má dva o osm let starší bratry dvojčata. Jeho rodina žila v malém řadovém domě, než se v jeho sedmi měsících přestěhovali do Little Hulton. Původně se chtěl stát profesionálním fotbalistou za svůj velmi oblíbený tým Manchester United, ale v 19 letech v sobě objevil lásku k herectví, a tak svůj názor změnil. Eccleston začal dojíždět vlakem do Joseph Eastham High School, a následně přestoupil na londýnskou Central School of Speech and Drama. Po dokončení studia zahájil svou divadelní kariéru na jevišti Bristol Old Vic, kde hrál několik let. Následně vystřídal spoustu londýnských divadel jako je třeba britské Národní divadlo.

## Kariéra

### Počátek
Jakmile se přestěhoval do Londýna, tak si zahrál v Kes od Kena Loacha a Saturday Night and Sunday Morning. Brzy ale zjistil, že mu více sedí klasici jako je Shakespeare nebo Čechov. Na jevišti vystoupil poprvé ve svých 25 letech v Bristol Old Vic ve hře A Streetcar Named Desire. Jelikož již dokončil školu, ale neměl tolik hereckých nabídek, byl v podstatě nezaměstnaný. Musel se proto živit pracemi v supermarketech, na stavbách apod. Jeho první filmová zkušenost je z roku 1991, kdy se objevil na plátně v roli Dereka Bentleyho, ve filmu Let Him Have It a v epizodě „Second Time Around“ v seriálu Inspector Morse. Díky tomuto si ho začala veřejnost všímat a přineslo mu to nějaké zakázky. Jeho první pravidelná role byla v pořadu Cracker, ve kterém hrál v letech 1993-4. Za tuto roli si získal uznání diváků, když se ale rozhodl dobrovolně z pořadu odejít, nechali jeho postavu producenti umučit sériovým vrahem, což zapříčinilo, že se začal dostávat do povědomí lidí v Británii. Další důležitá role přišla v roce 1994 ve filmu Shallow Grave, ve které hrál spolu se začínajícím Ewanem McGregorem. Ten samý rok vyhrál Christopher konkurz na postavu Nicky Hutchinson v britském dramatu Our Friends in the North, kde hrál po boku Daniela Craiga, budoucího představitele Jamese Bonda. Jeho filmová kariéra začala rychle stoupat, málokdy nehrál hlavní roli. Také si párkrát zahrál po boku slavných hollywoodských hereček. Hrál ve filmech jako: Jude (1996), Elizabeth (1998), eXistenZ (1999), Gone in 60 Seconds (2000), což je pořad o autech a on sám v té době neměl ani řidičák, dále v The Others (2001), 24 Hour Party People (2002) and 28 Days Later (2002). Jeho doposud nejvýraznější role byl Hamlet, kterého si zahrál v roce 2002 ve svém oblíbeném divadle – West Yorkshire Playhouse v Leedsu.

### Doctor Who
Eccleston prý napsal mail Russellu T. Daviesovi, že by si přál být na seznamu kandidátů na Doktora. V roce 2004 bylo při obnovování seriálu Doctor Who odhaleno, že Eccleston bude nová doktorova inkarnace, v pořadí již devátá. Eccleston nastoupil i s novou společnicí, tehdy začínající popovou zpěvačkou Billie Piperovou. Christopher působil spíše tajemně, diváci si ho ale postupem série velmi zamilovali a stal se velmi oblíbený. Jeho charakter působí zvláštně. Jako jediný doktor má severský přízvuk. Působil přísně, ale většina diváků ho i přes to obdivovala. Přestože byl natolik oblíbený, gradující rozdíly mezi tím, co chtěl tehdejší producent seriálu Russell T. Davies a sám Eccleston ohledně charakteru doktora, a stálé nenalezení kompromisu, donutilo Ecclestona seriál po první řadě opustit. Využil tedy možnost regenerace a předal žezlo Davidu Tennantovi, jakožto desátému doktorovi. Ten se stal snad ještě úspěšnějším a oblíbenějším, než byl Christopher. Eccleston se dlouho ke svému odchodu nechtěl vyjadřovat. BBC uvedla, že se bál, aby nebyl s touto rolí spojován. To ovšem Christopher odmítl. Ale zvídavým otázkám novinářů přece jenom neunikl. V interview pro Daily Record řekl: „ Už jsem toho měl dost. Chtěl jsem si to (Doktora, pozn. red.) zahrát po svém, trochu jinak. Jelikož jsme nenalézali kompromis, bylo pro mne nejlepší řešení prostě odejít. […] Je velmi jednoduché zůstat v jedné práci, ve které se necítíte pohodlně, a tvářit se, že vám nic nevadí. Ale já chci odolávat pokušením.“ Na dotaz v roce 2013, jestli se zúčastní speciálu k padesátému výročí řekl: „Ne, nikdy nevstupuji dvakrát do stejné řeky.“ Nicméně toto období v Ecclestonovi zanechalo nějaké vzpomínky, jelikož mu děti nosily obrázky Dáleků a chovaly se vcelku podobně, jako kdysi v roce 1963 k Williamovi Hartnellovi (1. Doktor).

#### Současnost
V březnu 2006 se objevil v show Best Ever Muppet Moments jako moderátor. V témže roce začal hrát v pořadu Perfect Parents, jež bylo napsáno a režírováno Joe Ahearne, který režíroval i Doctora Who. Cristopher si v roce 2010 zahrál Johna Lennona v pořadu Lennon Naked. V roce 2012 hrál v seriálovém politickém thrilleru zvaném Blackout.

## Osobní život
V roce 2010 se oženil a v lednu 2012 se stal otcem prvního svého dítěte Alberta. Druhé dítě Esme se narodilo v roce 2013. Přestože je jeho původní rodina věřící, on je zapřisáhlý ateista. Je to charitativní pracovník a je také zastáncem britského Červeného kříže. Dále podporuje výzkum Alzheimerovy choroby a jiné formy demence, jelikož jeho otec Ronnie trpěl ve svém stáří až do smrti v roce 2012 vaskulární demencí. Christopher je vegetarián a rád běhá maratony. Je rozvedený, ale měl dlouholetý vztah s herečkou Siwan Morrisovou. Je to velký fanoušek Manchester United, kterému chodí fandit dodnes.

## Filmografie

### Film
| Rok  | Název                       | Role                    | Poznámky       |
| ---- | --------------------------- | ----------------------- | -------------- |
| 1991 | Let Him Have It             | Derek Bentley           |                |
| 1992 | Death and the Compass       | Alonso Zunz             |                |
| 1993 | Anchoress                   | Priest                  |                |
| 1994 | Mělký hrob                  | David Stephens          |                |
| 1996 | Jude                        | Jude Fawley             |                |
| 1996 | Hillsborough                | Trevor Hicks            | Televizní film |
| 1998 | Elizabeth                   | Duke of Norfolk         |                |
| 1998 | A Price Above Rubies        | Sender Horowitz         |                |
| 1999 | Heart                       | Gary Ellis              |                |
| 1999 | eXistenZ                    | Seminar Leader          |                |
| 1999 | With or Without You         | Vincent Boyd            |                |
| 2000 | Gone in 60 Seconds          | Raymond Calitri         |                |
| 2000 | The Tyre                    | Salesman                | Krátký film    |
| 2001 | The Others                  | Charles Stewart         |                |
| 2001 | The Invisible Circus        | Wolf                    |                |
| 2001 | This Little Piggy           | Cabbie                  | Krátký film    |
| 2001 | Strumpet                    | Strayman                |                |
| 2001 | Othello                     | Ben Jago                | Televizní film |
| 2002 | 24 Hour Party People        | Boethius                |                |
| 2002 | I Am Dina                   | Leo Zhukovsky           |                |
| 2002 | Revengers Tragedy           | Vindici                 |                |
| 2002 | 28 Days Later               | Major Henry West        |                |
| 2002 | Sunday                      | General Ford            | Televizní film |
| 2006 | Perfect Parents             | Stuart                  | Televizní film |
| 2007 | The Seeker                  | The Rider               |                |
| 2008 | New Orleans, Mon Amour      | Dr. Henry               |                |
| 2009 | G.I. Joe: The Rise of Cobra | James McCullen / Destro |                |
| 2009 | Amelia                      | Fred Noonan             |                |
| 2009 | The Happiness Salesman      | Salesman                | Krátký film    |
| 2011 | The Borrowers               | Pod Clock               | Televizní film |
| 2012 | Song for Marion             | James Harris            |                |
| 2013 | Thor: Temný svět            | Malekith                |                |
| 2015 | Legend                      | Leonard „Nipper“ Read   |                |

### Televize
| Rok       | Název                              | Role                     | Notes                                     |
| --------- | ---------------------------------- | ------------------------ | ----------------------------------------- |
| 1990      | Blood Rights                       | Dick                     |                                           |
| 1990      | Casualty                           | Stephen Hills            |                                           |
| 1991      | Inspector Morse                    | Terrence Mitchell        |                                           |
| 1991      | Chancer                            | Radio                    |                                           |
| 1991      | Boon                               | Mark                     |                                           |
| 1992      | Rachel's Dream                     | Man in Dream             |                                           |
| 1992      | Poirot                             | Frank Carter             | Epizoda: „One, Two, Buckle My Shoe“       |
| 1992      | Friday on my Mind                  | Sean Maddox              |                                           |
| 1992      | Business with Friends              | Angel Morris             |                                           |
| 1993–1994 | Cracker                            | DCI David Bilborough     |                                           |
| 1995      | Hearts and Minds                   | Drew Mackenzie           |                                           |
| 1996      | Our Friends in the North           | Nicky Hutchinson         |                                           |
| 1999      | Killing Time – The Millennium Poem | Millennium Man           |                                           |
| 2000      | Wilderness Men                     | Alexander Von Humboldt   |                                           |
| 2000      | Clocking Off                       | Jim Calvert              |                                           |
| 2001      | Linda Green                        | Tom Sherry / Neil Sherry |                                           |
| 2002      | The League of Gentlemen            | Dougal Siepp             | Epizoda: „How the Elephant Got Its Trunk“ |
| 2002      | Flesh and Blood                    | Joe Broughton            |                                           |
| 2002      | The King and Us                    | Anthony                  |                                           |
| 2003      | The Second Coming                  | Stephen Baxter           |                                           |
| 2005      | Pán času                           | Doktor                   | 1 série 13 epizod                         |
| 2005      | Top Gear                           | Sám sebe                 | Série 6, epizoda 3                        |
| 2007      | Heroes                             | Claude                   | Série 1, epizody 12, 13, 14, 16 a 17      |
| 2008      | The Sarah Silverman Program        | Dr. Lazer Rage           |                                           |
| 2010      | Lennon Naked                       | John Lennon              |                                           |
| 2010      | Accused                            | Willy Houlihan           | Série 1, epizoda 1                        |
| 2011      | The Shadow Line                    | Joseph Bede              |                                           |
| 2012      | Blackout                           | Daniel Demoys            |                                           |
| 2013      | Lucan                              | John Aspinall            |                                           |
| 2014      | The Leftovers                      | Matt Jamison             |                                           |
| 2015      | Fortitude                          | Professor Stoddart       |                                           |
| 2015      | Safe House                         | Robert                   |                                           |

### Stage
| Rok  | Název                       | Role           | Notes                    |
| ---- | --------------------------- | -------------- | ------------------------ |
| 1988 | A Streetcar Named Desire    | Pablo Gonzalez | Bristol Old Vic          |
| 1989 | Dona Rosita the Spinster    | Phyllida Lloyd | Bristol Old Vic          |
| 1990 | Bent                        |                | Royal National Theatre   |
| 1990 | Abingdon Square             |                | Royal National Theatre   |
| 1990 | Aide-Memoire                |                | Royal Court Theatre      |
| 1993 | Waiting at the Water's Edge | Will           | Bush Theatre             |
| 2000 | Miss Julie                  | Jean           | Haymarket Theatre        |
| 2002 | Hamlet                      | Hamlet         | West Yorkshire Playhouse |
| 2004 | Electricity                 | Jakey          | West Yorkshire Playhouse |
| 2009 | A Doll's House              | Neil Kelman    | Donmar Warehouse         |
| 2012 | Antigone                    | Creon          | Royal National Theatre   |

### Hudební videa
| Rok  | Umělec     | Název            |
| ---- | ---------- | ---------------- |
| 2003 | I Am Kloot | „Proof“          |
| 2010 | I Am Kloot | „Northern Skies“ |

### Rádio a vyprávění
| Rok  | Název                                                           | Role               |
| ---- | --------------------------------------------------------------- | ------------------ |
| 1998 | Room of Leaves                                                  | Frank              |
| 1998 | Pig Paradise                                                    | Jack               |
| 2001 | Some Fantastic Place                                            | Vypravěč           |
| 2001 | Bayeux Tapestry                                                 | Harold             |
| 2002 | The Importance of Being Morrissey                               | Vypravěč           |
| 2002 | Iliad                                                           | Achilles           |
| 2003 | Cromwell – Warts and All                                        | Vypravěč           |
| 2004 | Life Half Spent                                                 | Roger              |
| 2005 | Crossing the Dark Sea                                           | Squaddie           |
| 2005 | Sacred Nation                                                   | Vypravěč           |
| 2005 | Born to be Different                                            | Vypravěč           |
| 2005 | A Day in the Death of Joe Egg                                   | Brian              |
| 2005 | E=mc²                                                           | Vypravěč           |
| 2005 | Dubai Dreams                                                    | Vypravěč           |
| 2005 | Wanted: New Mum and Dad                                         | Vypravěč           |
| 2005 | Children in Need                                                | Vypravěč           |
| 2005 | This Sceptred Isle                                              | Various Characters |
| 2006 | The 1970s: That Was The Decade That Was                         | Vypravěč           |
| 2008 | The Devil's Christmas                                           | Vypravěč           |
| 2009 | Wounded                                                         | Vypravěč           |
| 2011 | The Bomb Squad                                                  | Vypravěč           |
| 2012 | Timeshift: Wrestling's Golden Age: Grapplers, Grunts & Grannies | Vypravěč           |